# David Vandenbroeck
David Vandenbroeck (Eigenbrakel, 12 luglio 1985) è un allenatore di calcio ed ex calciatore belga, di ruolo difensore, tecnico del Namur.

## Caratteristiche tecniche
È un difensore centrale.